# Attagenus gilanicus
Attagenus gilanicus es una especie de coleóptero de la familia Dermestidae.

## Distribución geográfica
Habita en Irán.